# Nikítas Stamatelópoulos

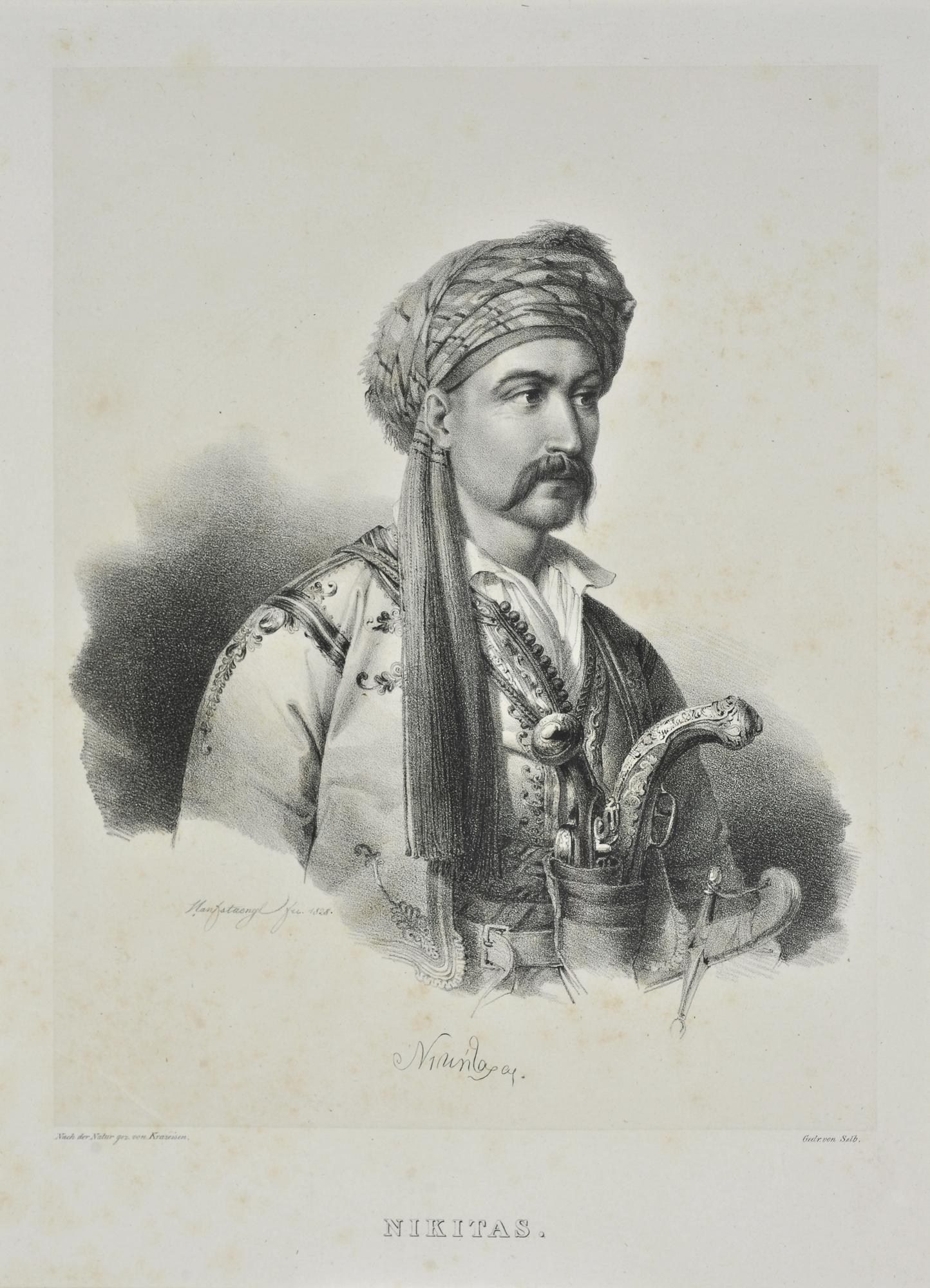
Nikítas Stamatelópoulos (lithographie de Karl Krazeisen)

Nikítas Stamatelópoulos (en grec Νικήτας Σταματελόπουλος) dit aussi Nikitaras (en  grec Νικηταράς) (1782 ou 1784?–1849), était un héros de la guerre d'indépendance grecque. Ses exploits lui valurent le surnom de "Τουρκοφάγος" (Tourkophagos), le « Mangeur de Turcs ».

## Biographie
Ses date et lieu de naissance font l'objet de controverses. On considère le plus souvent qu'il serait né vers 1784 à Nedoussa en Messénie dans le Péloponnèse.
Son père, Stamatelos Tourkolekas, était un klephte ; sa mère Sophia Karoutsou, fille d'un primat de la région, était la sœur de la femme de Theodoros Kolokotronis, qui était donc considéré comme son oncle. La famille était originaire du village de Tourkolekas, en Arcadie. Il n'aurait utilisé que tardivement le nom de Stamatelópoulos (fils de Stamatelos) en référence au nom de son père. Son père mourut alors qu'il était encore jeune, et il se mit alors sous la protection de son oncle.
Lorsque les autorités ottomanes tentèrent de s'emparer de son oncle, en raison de son activité de klephte, en 1805-1806, il s'enfuit avec lui dans les îles ioniennes sous protectorat britannique. Il s'engagea avec lui dans l'armée britannique.
Il accompagna son oncle dans le Magne juste avant le déclenchement de la guerre d'indépendance. Il était encore avec lui lors siège de Tripolizza en 1821. Le 18 mai (julien),  l'armée ottomane forte de 8 à 10 000 hommes, tenta une sortie avec pour objectif Vérvena. Trois cents pallikares grecs commandés par Nikitaras les rencontrèrent à Doliana. Les Turcs furent décimés. Nikitara y gagna son surnom de « Tourkophagos ». 
Début 1822, il participa aux opérations de Grèce orientale, aux côtés de Dimitrios Ypsilantis et Odysséas Androutsos.
Il participa ensuite aux combats de Dervenakia contre Dramali Pacha en juillet-août 1822, puis au siège de Nauplie.
Au cours des guerres civiles qui déchirèrent les insurgés grecs, en 1823-1824, Nikitara choisit le camp de son oncle, et affronta les troupes « gouvernementales » au cours des deux guerres de 1824, au cours desquelles il fut battu plusieurs fois ; après la défaite finale du parti de Kolokotronis, il se réfugia à Missolonghi en janvier 1825.
Revenu dans le Péloponnèse à la suite de l'amnistie accordée aux anciens rebelles quelques mois plus tard, il participa aux opérations de harcèlement contre Ibrahim Pacha, puis en Attique contre Kioutachis au cours du siège d'Athènes en 1827.
Après la guerre, il fut jeté en prison, avec son oncle Kolokotronis en raison de leur opposition au nouveau roi originaire de Bavière Othon. Il resta en prison jusqu'en 1841. Sa santé en souffrit.
Après le coup d'État du 3 septembre 1843, il obtint un poste dans l'armée, puis fut sénateur à partir de 1847.
Il mourut au Pirée en 1849.

## Personnalité
Il était connu pour sa droiture, et surtout pour son désintéressement, au contraire de la grande majorité des protagonistes grecs de la guerre d'indépendance. Il refusait ainsi de participer aux pillages après les batailles. Il ne s'enrichit donc pas au cours du conflit. Lui et sa famille vécurent chichement après la guerre. 
Il aurait aussi refusé de tuer Odysséas Androútsos à l'instigation de Ioannis Kolettis qui lui avait offert un poste gouvernemental en échange. 

## Famille et descendance
Il eut 2 filles et un fils, qui fit une carrière militaire.
Son frère Nikolas, lui aussi capitaine d'irréguliers, fut tué le 26 août 1822 au cours d'une sortie de la garnison de Nauplie dont il dirigeait le blocus.